# Picrodendraceae
Picrodendraceae Small è una famiglia di piante angiosperme dell'ordine Malpighiales.

## Tassonomia
La famiglia comprende i seguenti generi:
- Androstachys Prain
- Aristogeitonia Prain
- Austrobuxus Miq.
- Choriceras Baill.
- Dissiliaria F.Muell. ex Baill.
- Hyaenanche Lamb. & Vahl
- Kairothamnus Airy Shaw
- Longetia Baill.
- Micrantheum Desf.
- Mischodon Thwaites
- Neoroepera Müll.Arg.
- Oldfieldia Benth. & Hook.f.
- Parodiodendron Hunz.
- Petalostigma F.Muell.
- Picrodendron Planch.
- Piranhea Baill.
- Podocalyx Klotzsch
- Pseudanthus Sieber ex Spreng.
- Sankowskya P.I.Forst.
- Scagea McPherson
- Stachyandra J.-F.Leroy ex Radcl.-Sm.
- Stachystemon Planch.
- Tetracoccus Engelm. ex Parry
- Voatamalo Capuron ex Bosser
- Whyanbeelia Airy Shaw & B.Hyland